# Mas Miró
El Mas Miró és una finca que està ubicada al sector sud-est dels afores de la població de Mont-roig del Camp (Baix Camp).
El mas Miró, més enllà del seu valor estrictament històric, arquitectònic i paisatgístic, presenta un valor afegit, donada la importància d'aquest lloc en la creació pictòrica de Joan Miró. L'obra i l'univers mironià es van gestar en aquest espai físic, en el marc estricte del mas i de les terres que l'envolten. És aquí on Miró va decidir dedicar-se exclusivament a la pintura, i d'on provenen les primeres obres que el van catapultar internacionalment, convertint-se en un dels pintors més rellevants del segle xx.
El mas Miró està configurat per una sèrie d'edificis de diverses èpoques, que abasten d'ençà el segle xviii al XX. L'edifici es troba catalogat com a Bé cultural d'Interès Nacional.
| «           | Tota la meva obra és concebuda a Mont-roig, tot el que he fet a París és concebut a Mont-roig | » |
| — Joan Miró |                                                                                               |   |

## Edifici
Des del punt de vista arquitectònic, l'edifici principal s'emmarca dins de la tipologia de les cases d'indians. Es tracta d'una casa de pagès revocada en blanc, de planta baixa i dos pisos rematats mitjançant una cornisa de la que sobresurt una torre quadrada, centrada respecte a la façana.
El cos central de l'edifici queda protegit, en la seva cara anterior, per un gran pati o era, de la que destaca la característica i enorme palmera. L'edifici està flanquejat per dos cossos annexos: per un costat, l'antiga entrada per als carruatges, d'una planta, i la casa dels massovers, un edifici de dues plantes i golfes, perpendicular a la façana principal amb teulada de teula àrab a dos vessants. Contigua a l'edifici per als carruatges està la capella, un edifici d'estil neogòtic. Recorren la façana principal, i simètricament parats, d'una banda, dos pisos de grans finestrals amb arc de mig punt, i d'altra banda, un portal i una finestra d'arcs rebaixats al nivell de la primera planta i tres grans finestrals al primer pis.

### Estudi de Joan Miró
| «           | Mont-roig és com una religió. | » |
| — Joan Miró |                               |   |

A pocs metres de l'edifici principal, i a prop de la capella, es troba l'estudi del pintor, un petit edifici format per planta i entresolat rematat amb voltes a la catalana i profusament il·luminat per uns grans finestrals. Des de l'altell s'accedeix a un petit terrat, des d'on s'albira l'hort i el mar. Es tracta d'un edifici del segle xx, de parets blanques i nues, de les que destaquen de forma especial dos «graffitis» fets per Miró i una xemeneia. A l'interior es conserven encara diversos instruments del pintor, una senzilla taula de menjador, i un petit llit de quatre potes. En una recambra s'emmagatzemen objectes, llibres i alguna peça de roba de l'artista.

## Història
L'edifici anteriorment es coneixia com a Mas d'en Ferratges. Antoni Ferratges i de Mesa fou marquès de Mont-roig, conegut per ser diputat i senador a les Corts de Madrid. Era conegut per haver sigut el primer director de La Vanguardia.

### Adquisició familiar
Havent nascut a Barcelona el 20 d'abril de 1893, Miró sempre va mantenir uns lligams molt estrets amb les comarques del Priorat i del Baix Camp. Des de ben nen va passar una part dels estius a Cornudella amb els avis paterns, estades de les quals van sorgir alguns dels seus primers dibuixos, que palesen el seu interès primerenc pel paisatge i el seu entorn. Va ser més endavant, però, quan la relació amb aquest territori va esdevenir determinant. El 1910, Joan Miró entra a treballar com a administratiu a la drogueria Dalmau i Oliveres de Barcelona. Les enormes dificultats que va viure el pintor per adaptar-se a la nova feina, sumades a l'aparició d'una greu malaltia, fan que el jove Miró passi una llarga temporada de repòs al mas que els seus pares acabaven d'adquirir a Mont-Roig.

### Miró i Montroig
Durant aquella estada Joan Miró es troba a si mateix i decideix dedicar-se de ple a la pintura. Així relatava el seu procés de transformació personal en una carta a Enric Cristòfol Ricart: «El primitivisme d'aquella gent admirable, el meu treball intensíssim, i més que tot el meu recolliment espiritual, el viure jo un món fill del meu esperit i de la meva ànima […] m'han reclòs dintre de mi, i a mesura que m'he anat tornant més escèptic en tot el que m'envoltava, m'he anat acostumant més a Déu, als Arbres i Muntanyes, i a l'Amistat». El vincle estret i indissoluble que s'establirà entre el mas de Mont-roig i Miró perdurarà durant la resta de la seva vida, fins al punt que el mateix artista va declarar en diverses ocasions: «Mont-roig és el xoc preliminar, primitiu, al qual sempre torno. En altres llocs tot ho mesuro en comparació amb Mont-roig».
Tots els estudiosos de l'obra mironiana coincideixen a afirmar que Mont-roig va ser el santuari i la força nutrícia del pintor: «Mont-roig –afirmarà- és, per a mi, com una religió». És a partir d'aquest primer encontre amb aquesta vila i aquesta masia que Miró descobreix la natura i el lligam indestriable del treball, els objectes i la vida pagesa amb la terra i els seus cicles ancestrals. Els valors del món rural el connecten amb l'essència primitiva que, paradoxalment, l'acabarà portant a la modernitat més extrema. És també a Mont-roig on germinarà i madurarà la seva obra posterior i es perfilarà el seu complex llenguatge simbòlic: “Mont-roig m'infon un gran entusiasme i pinto com un foll”».
Són els anys de formació que l'artista passa a Catalunya, i concretament les seves estades al mas de Mont-roig, el que marcarà la seva obra posterior. La masia (1921-1922), compendi i inventari de totes les seves vivències i de tot el que estimava del seu poble adoptiu i del Camp de Tarragona va ser la catapulta que el projectà internacionalment. Aquesta peça cabdal culmina l'etapa figurativa de Miró i equival al punt d'inflexió previ a la concreció del seu personal llenguatge de signes, on la poesia hi té un paper essencial. D'aquesta primera època, a més, en resulten obres tan importants com Mont-roig, el poble (1916), Platja de Mont-roig (1916), Mont-roig, paisatge (1916), Mont-roig, el pont (1917), La casa de la palmera (1918) –popularment coneguda com a Mas d'en Romeu, situada a uns 300 metres del Mas Miró i que actualment encara es conserva–, Hort amb ase (1918), Rodera (1918) i Mont-roig, l'església i el poble (1919).
A aquesta llarga llista es poden afegir tres teles més, directament inspirades i essencialment fetes a Mont-roig: La taula (Natura morta del conill) (1920) –una natura morta de la qual encara es conserva el suport, és a dir, pròpiament la taula, en una de les estances del mas–, La masovera (1922-1923), Vas amb flors i papallona (1922-1923), i Retrat d'una vaileta (1919), –la filla dels, aleshores, masovers.
A partir dels anys vint del segle passat, Miró comparteix el seu temps entre París, Barcelona i Mont-roig. Els estius s'allotja gairebé invariablement al Mas Miró, des d'on continua produint la seva obra i on inicia, a més, una nova etapa creadora. A través dels paisatges mont-rogins, amb obres com La terra llaurada (1923-1924) i Paisatge català (El caçador) (1923-24), Miró impressiona els poetes surrealistes: els presenta la màgia visual sorgida del més primitiu i autòcton, del valor suprem que s'atorga a la natura a la mediterrània. La unió entre el món imaginari i el món real aportat per Miró va dotar el surrealisme d'una visualitat inèdita.
Va ser a Mont-roig, també, a la dècada dels trenta, quan Miró va començar a construir uns objectes tridimensionals, germen de la seva escultura posterior, que són el resultat d'una manera particular de treballar aquesta especialitat bo i partint dels més diversos objectes trobats en l'entorn del mas. Durant aquest període, Miró manifesta la seva voluntat de construir un taller a la masia on poder treballar l'escultura, un espai que es materialitzarà, finalment, el 1951.
Miró va atreure a Mont-roig moltes persones vinculades amb l'art: creadors, marxants, col·leccionistes, directors de museus, crítics, periodistes. Al mas no sols el va acompanyar la família, sinó amics il·lustres com Ernest Hemingway, Alexander Calder, Josep Lluís Sert, Irving Penn, Pierre i Edouard Loeb, entre d'altres. I malgrat que va establir la seva residència a Mallorca, Miró va continuar passant temporades i treballant al mas de Mont-roig.

### Ave
Durant el 1997 es va projectar el traçat del tren d'alta velocitat que havia d'unir València i Barcelona. Passava a 50 metres de l'estudi de l'artista. Es va iniciar una campanya per modificar el traçat i evitar l'enderrocament. La filla de l'artista, Dolors Miró Juncosa, va intentar frenar la destrucció del Mas enviant cartes a diferents personalitats com el rei d'Espanya i el president de la Generalitat de Catalunya. Finalment el Ministeri de Foment va modificar el traçat i es va poder salvar el taller. El 2003 una nova ampliació de l'A7 feu resorgir la polèmica

### Fundació Mas Miró
El 15 de març del 2010 es van iniciar els tràmits administratius pertinents per la creació de la Fundació Mas Miró. Amb seu al mateix Mas, l'Ajuntament de Mont-roig, la Fundació Joan Miró i el senyors Joan Punyet i Lola Fernández, propietaris del Mas, van acordar la creació de la Fundació Mas Miró com a entitat que gestioni el projecte de restauració, adequació i museïtzació del Mas Miró. La primera composició del Patronat de la Fundació Mas Miró, pendents de concretar properes incorporacions, és: President: Ferran Pellicer, com a alcalde Mont-roig; Vocals: Jaume Freixa, com a President de la Fundació Joan Miró; Joan Punyet, com a copropietari del Mas; Lola Fernández, com a copropietària del Mas; i Rosa Maria Malet, en tant que experta en Joan Miró; Secretari: Josep Maria Coronas, advocat i economista. La Fundació Joan Miró aporta al projecte Mas Miró els coneixements en gestió d'espais culturals i en l'obra de Joan Miró. A més, també serà l'organització encarregada de tutelar el projecte de museïtzació del Mas. Els propietaris La Successió Miró, propietària del Mas, reforça la seva relació amb la terra que va veure créixer Joan Miró com a artista, aportant la cessió del Mas i el material original que conté, així com donant suport al projecte amb la documentació i material necessari per a l'estudi. L'Ajuntament de Mont-roig coordina els treballs de camp, realitza els projectes tècnics d'adequació de l'espai i rehabilitació de les edificacions i posa a disposició les infraestructures municipals. A partir de la constitució de la Fundació el projecte començà a treballar per obtenir la participació de diverses entitats públiques i privades. El desembre de 2013 es va fer públic que el projecte de museïtzació del Mas tenia un pressupost de 230.000 euros

### Museïtzació
La Fundació Mas Miró, constituïda el 15 de març de 2013, és la impulsora de la museïtzació i l'obertura al públic del mas com a casa d'artista. La integren la Fundació Joan Miró, la Successió Miró –en representació de la família de l'artista– i l'Ajuntament de Mont-roig amb l'objectiu de recuperar el mas i col·locar-lo definitivament en el mapa mironià com a referència per entendre l'origen de la seva obra.
Actualment, l'alcalde de Mont-roig, Ferran Pellicer, presideix el patronat de la Fundació Mas Miró, els membres del qual són: Joan Punyet Miró, Lola Fernández, Jaume Freixa, Rosa Maria Malet, Joan Gardy Artigas, Miquel Anguera i Joan M. Coronas Guinart, en qualitat de secretari.
La Fundació Joan Miró aporta al projecte els seus coneixements sobre gestió d'espais culturals i l'obra de l'artista, i és l'ens encarregat de tutelar el procés museogràfic. Els descendents de Miró, propietaris del mas, reforcen la seva relació amb la terra que va veure créixer Miró com a artista aportant la cessió del mas i el material que hi conté, i donant suport al projecte amb la documentació i el material necessaris. L'Ajuntament de Mont-roig, per la seva banda, vetlla pels treballs de camp i els projectes tècnics d'adequació i rehabilitació, i coordina la campanya de finançament del projecte.
Durant el 2014, la Fundació Mas Miró contacta amb tres estudis d'arquitectura per tal de convidar-los participar en un concurs d'idees per elaborar l'avantprojecte museogràfic i arquitectònic del Mas Miró. Els estudis Varis Arquitectes, Estudi Toni Gironès i RCR Arquitectes concorren en aquesta fase preliminar amb tres propostes d'interès i vàlua remarcables.
Finalment, la Fundació Mas Miró demana a RCR Arquitectes i Varis Arquitectes que treballin plegats en un projecte definitiu que fusioni algunes de les virtuts principals de cadascun dels dissenys. El resultat és una proposta museística innovadora que integra de forma equilibrada els diversos espais interiors i exteriors de la finca per tal de recrear la vida de Joan Miró a la masia i transmetre al visitant el lligam emotiu i creatiu de l'artista amb aquella terra.